# كيتازولام
كيتازولام (بالإنجليزية: Ketazolam)‏ هو دواء مُشتق من البنزوديازيبين، يمتلك خصائص مضادة للقلق والاختلاج، ومهدئة، ومرخية للعضلات. يُباع هذا الدواء تحت الاسم التجاري مارسين (بالإنجليزية: Marcen)‏.